# Догма Сміта

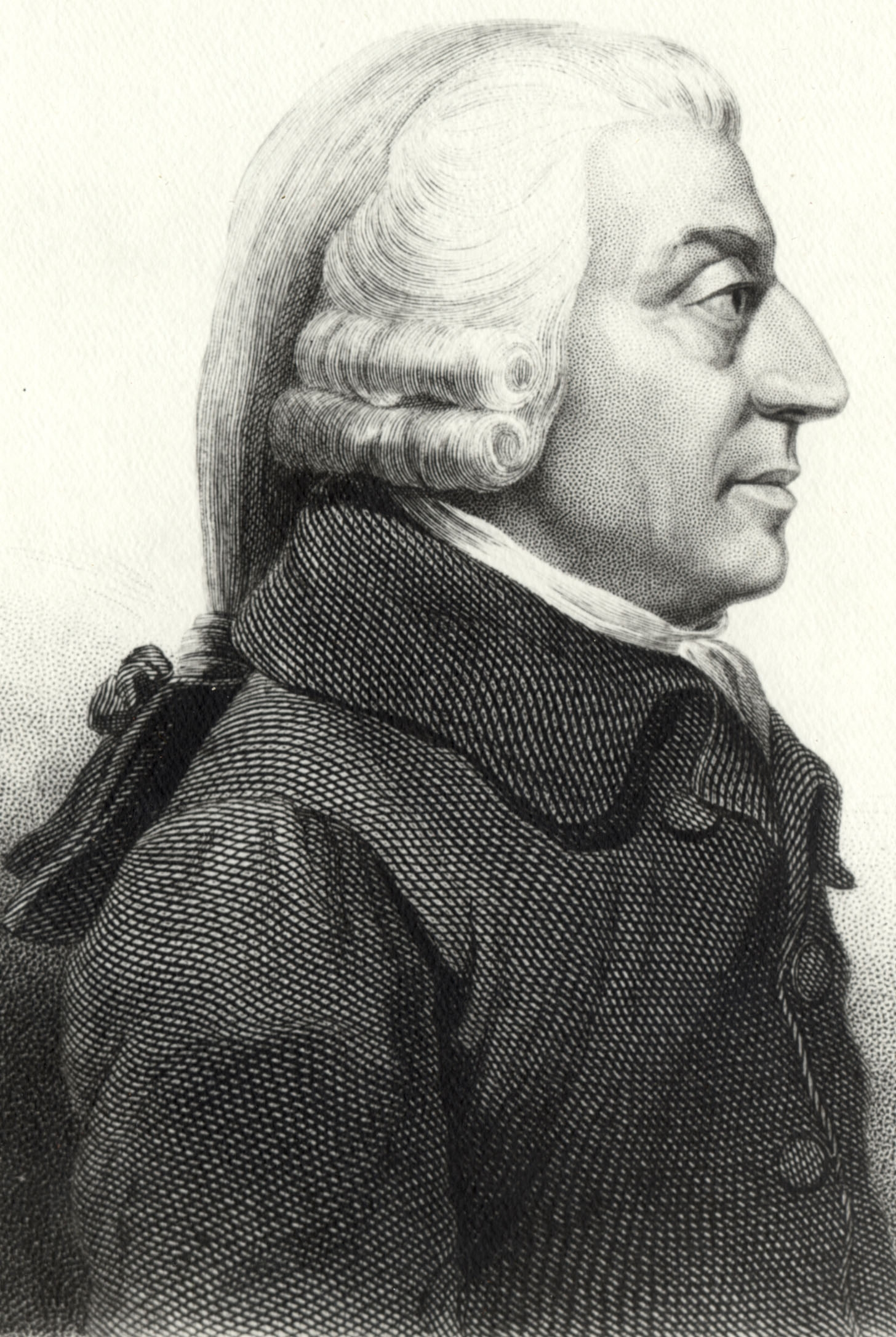
Адам Сміт

Доґма Сміта — одна з основоположних тез класичної політичної економії, сформульована Адамом Смітом, за якою ціна (мінова вартість) річного продукту товариства обчислюється як сума доходів усіх членів суспільства. Догма Сміта вивчається в програмі сучасного курсу історії економічних навчань разом з іншими положеннями класичної політичної економії.

## Формулювання Сміта
Серед усіх сучасних форм отримання доходу Сміт виділив три основні різновиди:
- заробітна плата;
- прибуток;
- рента.

У своїй головній праці, « Дослідження про природу та причини багатства народів », книга перша, глава VI «Про складові ціни ціни товарів», Сміт пише:
|  | Заработная плата, прибыль и рента являются тремя первоначальными источниками всякого дохода, равно как и всякой меновой стоимости. Всякий иной доход в конечном счёте получается из одного или другого из этих источников. |

Далі Сміт визначає джерела кожного з цих видів доходів:
|  | Всякий человек, который получает свой доход из источника, принадлежащего лично ему, должен получать его либо от своего труда, либо от своего капитала, либо от своей земли. |

Іншими словами, можливі джерела доходу, за догмою Сміта, — це:
- праця;
- капітал;
- земля.

Маркс назвав «догмою Сміта» деякі теоретичні положення останнього з питань відтворення.
А. Сміт сформулював важливі положення про те, що вартість створюється працею, а прибуток і рента мають своїм джерелом неоплачену працю найманих працівників. Проте А. Сміт вважав, що вартість суспільного продукту, як і вартість окремого товару, розпадається на доходи: заробітну плату, прибуток та ренту, тобто доходи найманих працівників, власників капіталу та землевласників. Якщо використовувати символи, що застосовувалися К. Марксом, із вартості громадського продукту (або вартості окремого товару), що виражається в символах Маркса c+v+m, зникає один елемент – постійний капітал – с.
А. Сміт не заперечував, що у створення одиничного товару входить вартість спожитих у виробничому процесі засобів виробництва. Однак він вважав, що оскільки вартість засобів виробництва, тобто перенесена вартість, створюється в інших галузях також живою працею, то вона розпадається на три названі вище доходу. А. Сміт писав: «Може здатися, що потрібна ще четверта частина для відшкодування капіталу фермера, тобто для відшкодування зносу його робочої худоби та інших сільськогосподарських знарядь. Але треба мати на увазі, що ціна будь-якої сільськогосподарської зброї, хоча б наприклад і робочого коня, у свою чергу складається з таких же трьох частин: з ренти на землю, на якій цей кінь був вирощений, з праці, витраченого на її утримання, і з прибутку фермера, який авансував ренту на землю та заробітну плату за працю». З приводу цієї міркування К. Маркс зауважує, що доказ Адама Сміта полягає просто у повторенні одного й того самого твердження. Адам Сміт намагався вийти з цього глухого кута, залучаючи категорії «валового доходу» та «чистого доходу». Однак і тут Сміт припускав змішування вартості сукупного суспільного продукту (c+v+m) із новоствореною вартістю – національним доходом (v+m). Згідно з марксистською концепцією, помилка А. Сміта стала наслідком того, що він не враховував двоїстого характеру праці, «відмінності між абстрактною працею, що створює нову вартість, і працею конкретною, корисною, що відтворює раніше існуючу вартість у новій формі корисного продукту».
К. Маркс зазначав, що «смітівське змішання понять продовжує існувати до нашого часу і догма Сміта є ортодоксальним символом віри політичної економії».

## Критика догми Сміта та розвиток альтернативи в теорії Маркса
Альтернативою догмі Сміта стала теорія вартості До. Маркса . Корінна їхня відмінність — у виборі відправної точки для побудови моделі. Якщо Сміта такий була сфера звернення, то Маркс обирає у цьому ролі сферу матеріального виробництва. Модель, побудована в такому ракурсі, дозволяє уникнути переоцінки реального економічного потенціалу.
Скільки б осіб не виявилося в ланцюжку послідовно оплачують працю один одного з власних доходів (капіталіст платить робітнику, робітник у ціні хліба оплачує ренту лендлорда, всі вони діляться своїми прибутками зі священиком, у якого є прислуга, яка платить лікарю тощо) — за підсумками господарського року їхньому попиту протистоїть конкретна кількість хліба, одягу тощо. Ненадійність сфери звернення як відправної точки оцінок, зокрема, й у створенні видимості приросту багатства. Сума перебувають у обігу цін не змінюється від їхнього перерозподілу, пише Маркс,
|  | подобно тому как еврей, торгующий старыми монетами, ничуть не увеличит количества благородного металла своей страны, если продаст фартинг времён королевы Анны за гинею. |

Але найважливіше недогляд у догмі Сміта Маркс бачить у цьому, що з макроекономічної оцінці річних господарських результатів Сміт абстрагується від продуктивних витрат капіталістів, які оплачують кошти виробництва із того ж гаманця і тими самими грошима, як і предмети особистого споживання, і. Так, Сміт каже, що у ціні хліба
«Одна її частка йде на оплату ренти землевласника, інша на заробітну плату або утримання робітників та робочої худоби (sic! ), зайнятих у його виробництві, та третя частка є прибутком фермера»  .
Попереджаючи далі питання про відшкодування капіталу фермера, Сміт стверджує «що ціна будь-якої господарської зброї, хоча б того ж коня, складається з таких же трьох частин: з ренти за землю, на якій вона була вигодована, з праці, витраченої на догляд за нею і утримання її, і прибутку фермера, який авансував ренту за землю і заробітну плату за працю».
Таким чином, з догми Сміта зникає вартість засобів виробництва, створених працею минулих років, тобто постійного капіталу c . При цьому Сміт очевидно не розрізняє, на яких терміновості авансуються, і за якою схемою погашаються витрати: в одному випадку (рента) платежі очевидно разові та щорічні, в інших — вартість раніше здійснених разових витрат має бути розкладена на ряд років, що відповідають термінам амортизації. того чи іншого об'єкта. Всі ці фактори враховані тільки в моделі Маркса c + v + m. Сміт ж, зі свого боку, ототожнює вартість річного продукту із новоствореною за рік вартістю.

## Сучасні постановки питання
І догма Сміта, і вчення Маркса, та інші постулати сприяли, на старті класичної політичної економії, поступовому просуванню до розуміння глибинної сутності макроекономічних процесів, до усвідомлення народного господарства як внутрішньо суперечливого механізму, розвиток якого опосередкований безліччю причинно-наслідкових зв'язків та залежностей. Побудовані на основі цих теорій моделі дозволили перевести економічну думку у площину вирішення практичного завдання забезпечення безкризового, планомірного розвитку економіки. Залежно від методологічних основ, що вибиралися, при цьому досягалися різні результати.
Були вдосконалені та отримали подальший розвиток та вихідні методики. Марксова схема суспільного відтворення, в перекладі мовою економетрики, трансформувалася в моделі міжгалузевого балансу. Розподіл доходів за видами джерел (чинників виробництва) використовується в монетаристських доктринах. Деякі види чотирьохфакторних моделей, наприклад:
- заробітна плата (W) - ціна послуг праці, дохід найманих працівників;
- прибуток (П) - ціна послуг особливого виду праці - підприємницької діяльності, дохід підприємців;
- рента (R) - ціна послуг землі, дохід власників землі;
- відсоток (i) - ціна послуг капіталу, дохід власників капіталу[4]

мають лише поверхневу подібність із догмою Сміта. Якщо основоположник класичної політекономії чітко називав джерелом прибутку капітал, то оновленому варіанті фігурує якийсь «особливий вид праці», а матеріальне здійснення капіталу, напр. основні засоби відсутні. Водночас джерелом ренти та надачем послуг є нежива земля, а про «особливий вид праці» її власників замовчується.
При тому, що монетарні підходи до управління економічними процесами, що сягають догми Сміта, домінували в найбільш економічно розвинених країнах світу протягом останніх десятиліть, сучасна світова економічна криза не дозволяє констатувати вирішення головного, практичного завдання.